# Аннинское (Вологодская область)
Аннинское — деревня в Грязовецком районе Вологодской области.
Входит в состав Комьянского муниципального образования, с точки зрения административно-территориального деления — в Комьянский сельсовет.
Расстояние по автодороге до районного центра Грязовца — 22,6 км, до центра муниципального образования Хорошево — 10 км. Ближайшие населённые пункты — Брагино, Семенково, Андрейково.
По переписи 2002 года население — 9 человек.